# 沙克爾頓山脈

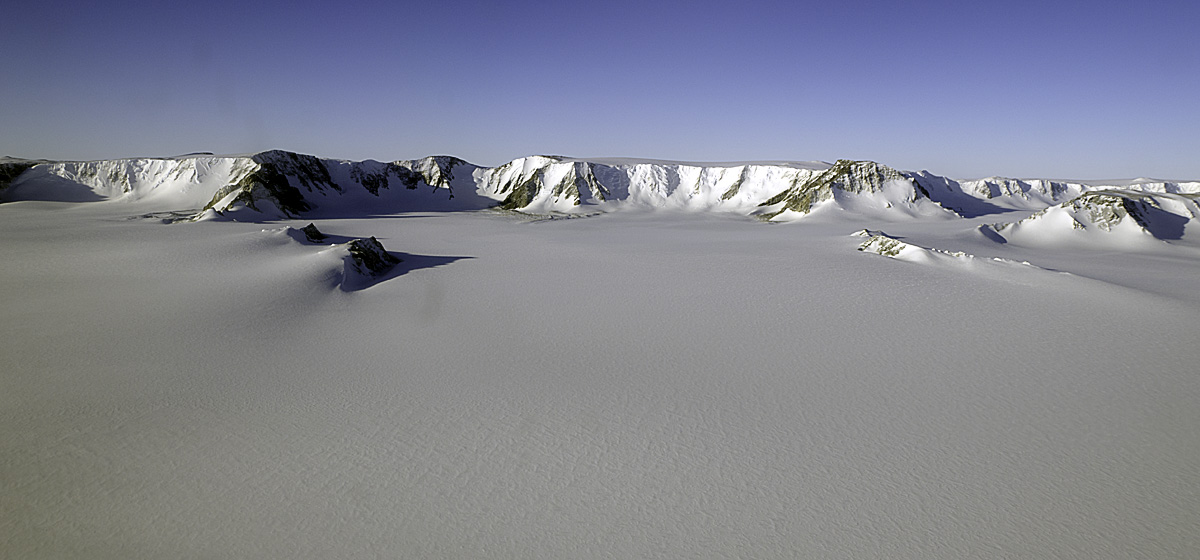

沙克爾頓山脈（英語：Shackleton Range）是南極洲的山脈，東西端相距240公里，面積約14,000平方公里，最高點海拔高度1,875米，該山脈以愛爾蘭探險家歐內斯特·沙克爾頓命名。
80°30′S 025°00′W / 80.500°S 25.000°W